# Voedselvergiftiging
Met voedselvergiftiging wordt meestal een toestand van ziekte aangeduid, veroorzaakt door het consumeren van eten, waarin zich een ziekmakende (giftige) stof bevindt. Het eten van bewust door anderen vergiftigd voedsel of het eten van bekend giftige producten is geen voedselvergiftiging in deze zin.

## Bacteriële voedselvergiftiging
Bij een bacteriële voedselvergiftiging worden de verschijnselen niet veroorzaakt door de bacterie zelf, maar door de door bacteriën geproduceerde gifstoffen (toxines). Deze kunnen nog in het voedsel aanwezig zijn, ook al zijn de bacteriën zelf gedood (bijvoorbeeld door koken). Indien de verschijnselen door de bacteriën zelf worden veroorzaakt, spreekt men van een voedselinfectie. Voorbeelden van bacteriële voedselvergiftiging zijn: 
- botulisme, veroorzaakt door een eiwit gevormd door de bacterie Clostridium botulinum
- diarree veroorzaakt door toxines gevormd door Bacillus cereus in opgewarmde rijst of pasta
- braken door toxines gevormd door Staphylococcus aureus. (Vooral bacteriën als Salmonella en Escherichia coli veroorzaken voedselinfecties.)

In de meeste gevallen staat een bacteriële voedselvergiftiging los van bederf, het product ziet er nog gewoon uit en ruikt normaal.

## Schimmels, algen en planten
Andere typen voedselvergiftiging worden veroorzaakt door natuurlijke toxines die in het eten zijn gekomen vanuit schimmels, algen of planten.
Veel schimmels produceren toxines (mycotoxines) die in het product doordringen en dus aanwezig kunnen zijn, zonder dat de schimmel zichtbaar is. Een voorbeeld zijn aflatoxines in pinda's. Algen kunnen bij warm weer onstuimig gaan groeien (algenbloei) en sommige soorten maken dan toxines. Deze kunnen door schelpdieren (in Nederland meestal mosselen) worden opgenomen. Bij het eten van dergelijke schelpdieren ontstaan vergiftigingsverschijnselen. Voorbeelden zijn diarroïsche en paralytische schelpdiervergiftiging. Diverse planten vormen ook toxines, die in sommige gevallen ook tot vergiftigingsverschijnselen kunnen leiden.

## Verloop
In de meeste gevallen treden de verschijnselen binnen enkele uren op, soms na een dag of zelfs pas na enkele dagen, terwijl sommige mycotoxines niet acuut giftig zijn, maar pas op heel lange termijn werken. Het begint meestal met misselijkheid en overgeven; later gevolgd door diarree, die kan variëren van brijig tot waterdun, al dan niet met bloedbijmenging. Botulisme en paralytische schelpdiervergiftiging gaan daarentegen gepaard met verlammingsverschijnselen. Afhankelijk van de oorzaak, kunnen de verschijnselen dus sterk uiteenlopen.

## Behandeling
Behandeling hangt geheel af van de oorzaak. Vaak gaat een voedselvergiftiging na twee tot drie dagen vanzelf over. Het kan ook zes tot tien dagen duren. Wel is het aan te raden om de huisarts in te lichten (zeker als het langer dan enkele dagen duurt) of, zeker bij verlamming of bloederige diarree, direct de spoedeisende hulp in te schakelen.

## Preventie
Geheel voorkomen is onmogelijk, omdat vaak de toxines niet te zien of te proeven zijn. Goede hygiëne in acht nemen, restanten van voedsel goed koud bewaren (invriezen of maximaal 2 dagen in de koelkast) zijn altijd aanraders. De temperatuur van een koelkast dient altijd onder de 7°C en beter nog lager dan 4°C te zijn. Deze richtlijnen gelden niet alleen voor de koelkast thuis, maar ook voor de koelruimte van de winkels en leveranciers.
Het risico op voedselvergiftiging is vrij groot bij het ontdooien van voedsel op kamertemperatuur. Ontdooi eten dan ook altijd in de koelkast of in de magnetron en bak of kook het zo snel mogelijk na het ontdooien. Ontdooid voedsel mag ook nooit opnieuw ingevroren worden.
Let bij het gebruik van rauwe eieren op de versheid, vooral bij gebruik voor koude gerechten zoals tiramisu of  mayonaise.